# Bigote Arrocet

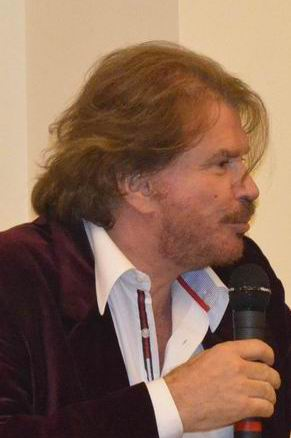
Bigote Arrocet, 2012

Bigote Arrocet (eigentlich Edmundo Arrocet von Lohse, * 29. November 1949 in Buenos Aires) ist ein argentinisch-chilenischer Sänger, Komiker und Schauspieler.

## Leben
Arrocet, Sohn eines spanischen Vaters katalanischer Herkunft und einer Deutschspanierin mit baskischen Wurzeln, verbrachte seine Kindheit zunächst in Argentinien. Ab seinem elften Lebensjahr lebte er in Chile. Im Alter von 20 Jahren wurde er beim Internationalen Songfestival von Viña del Mar entdeckt und trat in der Folge mit vielen Größen der spanischsprachigen Musikwelt auf. Seit seinem Auftritt beim Festival in Viña 1974 – wenige Monate nach dem Putsch in Chile 1973 –, der mit einem symbolträchtigen Kniefall vor Augusto Pinochet endete, wird ihm eine Nähe zur chilenischen Militärdiktatur nachgesagt. In der zweiten Hälfte der 1970er Jahre begann er eine zweite Karriere als Humorist in Spanien, wo er an einigen Filmen mitwirkte und im spanischen Fernsehen auftrat. So wirkte er von 1979 bis 1981 an der Musikshow Aplauso mit und gehörte von 1977 bis 1992 zur Stammbesetzung der sehr populären Spielshow Un, dos, tres… responda otra vez.

## Filmografie (Auswahl)
- 1996: Aquí llega Condemor (el pecador de la pradera)